# Jim Jefferies
Geoffery James Nugent, mais conhecido como Jim Jefferies (Perth, 14 de fevereiro de 1977) é um comediante de stand-up australiano.

## Carreira
Jefferies começou a ficar popular internacionalmente quando foi atacado no palco enquanto apresentava-se no The Comedy Store de Manchester.
Já se apresentou em muitos festivais, incluindo Festival de Edimburgo, Just for Laughs, Festivais de Reading e Leeds e o Festival de Glastonbury.

## Principais trabalhos
- "Contraband" - (5000 edições limitadas) lançado: 10 de Novembro de 2008
- "Down and Dirty with Jim Norton" - transmitido: 3 de Outubro de 2008; lançado: 7 de Abril de 2009
- "I Swear to God" - transmitido: 16 de Maio 2009; lançado: 13 de Outubro de 2009
- "Alcoholocaust" - lançado: 8 de Novembro de 2010